# Ma'an
Ma'an er en by i det sydlige Jordan med et indbyggertal på 30.046 (2008). Byen er hovedstad i et governorat af samme navn.